# Mount Eliza (Perth)

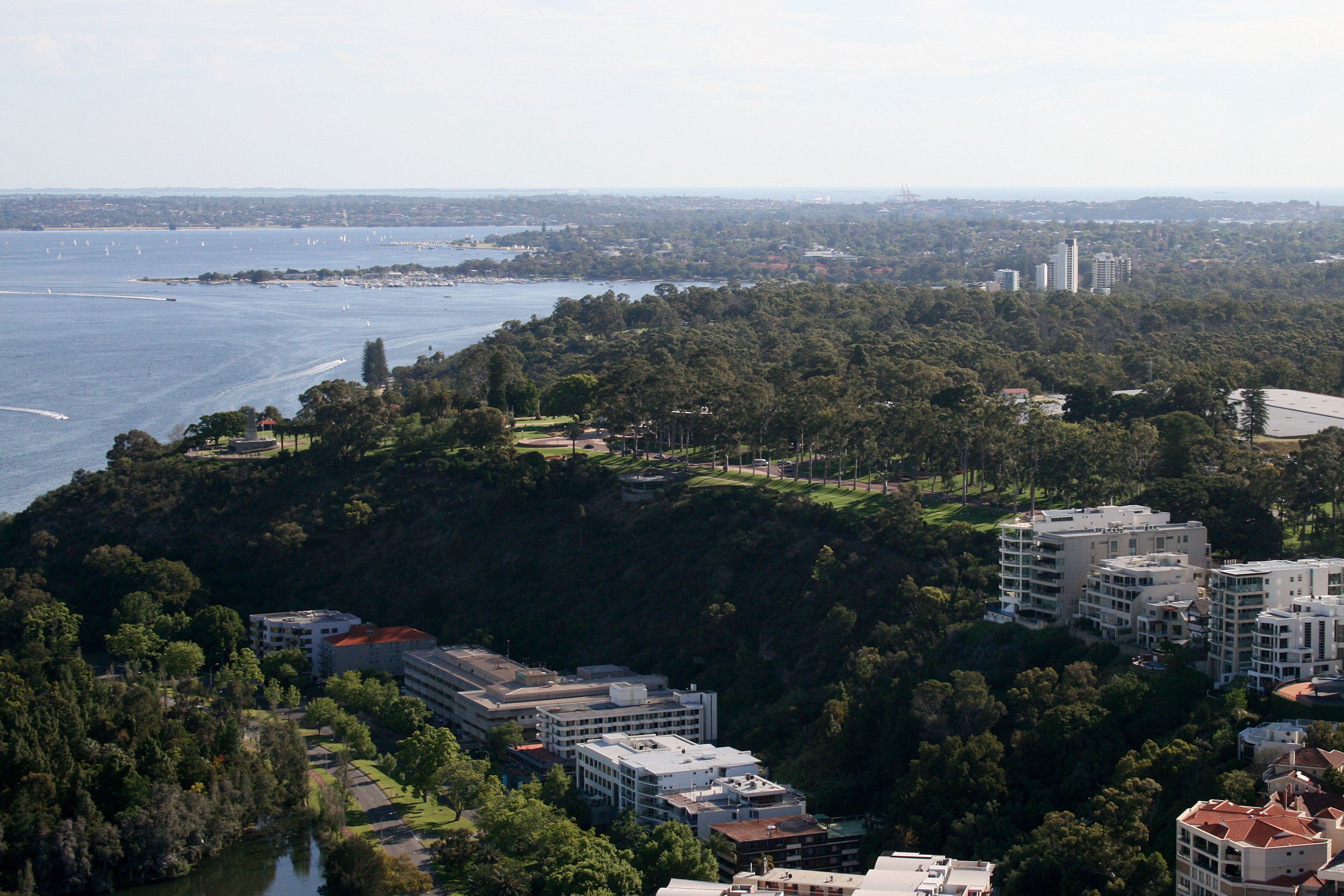
A Kings Park és a Mount Eliza

A Mount Eliza a nyugat-ausztráliai Perth városa fölé magasodó domb, a Kings Park része.  A helyi őslakos, noongar dialektusban a domb neve Kaarta gar-up vagy Mooro Katta.
A dombot angol nyelven 1827-ben a későbbi kormányzó, James Stirling keresztelte el Eliza Darling, Ralph Darling új-dél-walesi kormányzó felesége után. 1831-ben Nyugat-Ausztrália első, brit kormányzati megbízással működő földmérője, John Septimus Roe a Mount Eliza körüli földterületeket közösségi használatra jelölte ki. Ezt már 1835-ben megváltoztatták, majd a területen széles körben folyt a fakitermelés 1871-ig; ekkor 175 hektárt ténylegesen elkülönítettek állami célokra. A domboldal felső szegélyéről fejtett mészkőből építették Perth több középületét, köztük a Városházát és a Legfelsőbb Bíróság épületét.
A Mount Elizán víztározó – Mount Eliza Reservoir – is található, ami Perth központi üzleti negyedét és annak környezetét látja el, illetve a domb területe közigazgatási szempontból Nyugat-Perth-höz tartozik.

## Fordítás
Ez a szócikk részben vagy egészben  a   Mount Eliza (Western Australia) című angol Wikipédia-szócikk ezen változatának fordításán alapul.  Az eredeti cikk szerkesztőit annak laptörténete sorolja fel. Ez a jelzés csupán a megfogalmazás eredetét és a szerzői jogokat jelzi, nem szolgál a cikkben szereplő információk forrásmegjelöléseként.

## Külső hivatkozások
- The Constitutional Centre of Western Australia - Heritage Icons: March - Kings Park. Government of Western Australia, 2011. január 11. (Hozzáférés: 2011. február 9.)